# Cotton-Effekt

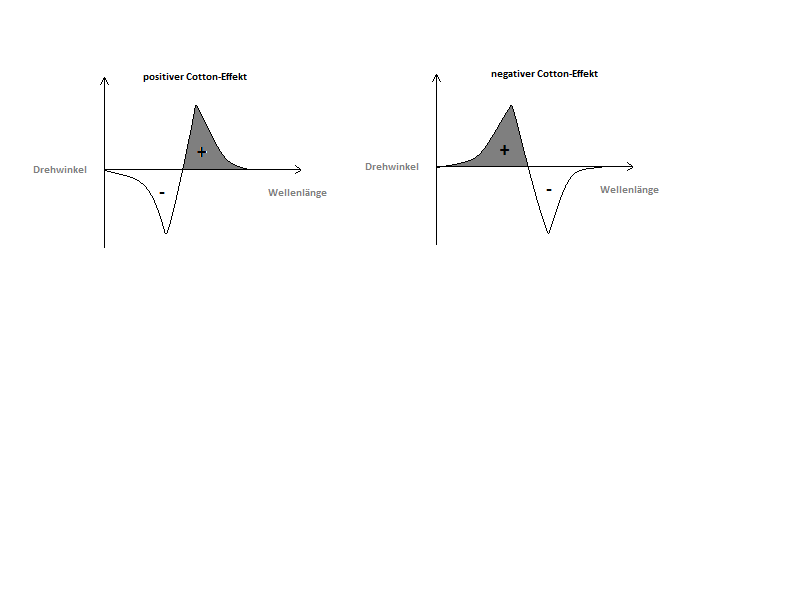
Cotton-Effekt bei optischer Rotationsdispersion
(+: rechtsdrehend, –: linksdrehend)

Der Cotton-Effekt (nach dem französischen Physiker Aimé Cotton, der ihn 1895 entdeckte) ist ein Phänomen der optischen Aktivität. Er ist die charakteristische Änderung der optischen Rotationsdispersion (ORD) bzw. des Circulardichroismus (CD) in der Nähe einer Absorptionsbande eines Stoffes.
In einer Wellenlängenregion, in der das Licht absorbiert wird, variiert der Absolutwert der optischen Drehung zuerst schnell mit der Wellenlänge, überquert Null bei den Absorptionsmaxima und variiert dann wieder schnell mit der Wellenlänge, aber in umgekehrter Richtung.
Der Cotton-Effekt heißt:
- positiv, wenn die optische Drehung bei sinkender(!) Wellenlänge zunächst steigt (wie Cotton als erster beobachtete)
- negativ, wenn die optische Drehung bei sinkender(!) Wellenlänge zunächst sinkt.

Enantiomere haben einander entgegengesetzte Cotton-Effekte.
Proteinstrukturen wie „β-Faltblatt“ und "α-Helix" zeigen einen negativen Cotton-Effekt mit Maxima bei 199 bzw. 205 nm. Ungeordnete Strukturen zeigen einen positiven Cotton-Effekt.